# Fusão celular
A fusão celular é um importante processo celular no qual várias células uninucleadas (células com um único núcleo) se combinam para formar uma célula multinucleada, conhecida como sincício. A fusão celular ocorre durante a diferenciação de mioblastos, osteoclastos e trofoblastos, durante a embriogênese e a morfogênese. A fusão celular é um evento necessário na maturação das células para que elas mantenham suas funções específicas durante todo o crescimento.

## História
Em 1839, Theodor Schwann, em suas Pesquisas Microscópicas, expandiu a teoria de que todos os organismos vivos são compostos de células quando acrescentou que células discretas são a base da vida. Schwann observou que em certas células as paredes e cavidades das células se fundem (verschmelzen) juntas. Essa observação forneceu a primeira indicação de que as células se fundem. Foi somente em 1960 que os biólogos celulares fundiram células deliberadamente pela primeira vez. Para fundir as células, biólogos combinaram células isoladas de camundongos e induziram a fusão de sua membrana externa usando o vírus Sendai (um vírus respiratório em camundongos). Cada uma das células híbridas fundidas continha um único núcleo com cromossomos de ambos os parceiros de fusão. Sincário tornou-se o nome desse tipo de célula combinada com um núcleo. No final da década de 1960, biólogos fundiram com sucesso células de diferentes tipos e espécies. Os produtos híbridos dessas fusões, heterocariontes, eram híbridos que mantinham dois ou mais núcleos separados. Este trabalho foi liderado por Henry Harris, da Universidade de Oxford, e Nils Ringertz, do Instituto Karolinska, da Suécia. Esses dois homens são responsáveis por reacender o interesse pela fusão celular. As células híbridas interessaram os biólogos na área de como diferentes tipos de citoplasma afetam diferentes tipos de núcleos. O trabalho conduzido por Henry e Nils mostrou que proteínas de uma fusão genética afetam a expressão genética no núcleo do outro parceiro, e vice-versa. Essas células híbridas que foram criadas foram consideradas exceções forçadas à integridade celular normal e somente em 2002 a possibilidade de fusão celular entre células de diferentes tipos pode ter uma função real em mamíferos.